# 그랜트 바울러
그랜트 볼러(Grant Bowler, 영어 발음: /ˈboʊlər/, 1968년 7월 18일 ~ )는 뉴질랜드의 배우, 텔레비전 진행자이다.

## 출연 작품

### 영화
- 그날이 오면 (2000, On the Beach)
- 킬러 엘리트 (2011)
- 좀비들의 도시 베가스 (2011)
- 아틀라스 슈러그드: 파트 1 (2011)
- 리즈 앤 딕 (2012, Liz & Dick)
- 거리의 보안관 (2014)
- 원 앤 투 (2015)
- 400 데이즈 (2015)
- 제이엘 랜치 (2016, J.L. Family Ranch)
- Painkillers (2018)

### 텔레비전
- 파스케이프 (1999)
- 올 세인츠 (2004-05)
- 로스트 (2008)
- Canal Road (2008)
- 어글리 베티 (2008-10)
- 트루 블러드 (2010)
- 디파이언스 (2013-15)
- 로미오와 줄리엣: 끝나지 않은 이야기 (2017, Still Star-Crossed)